# 柏林大教堂

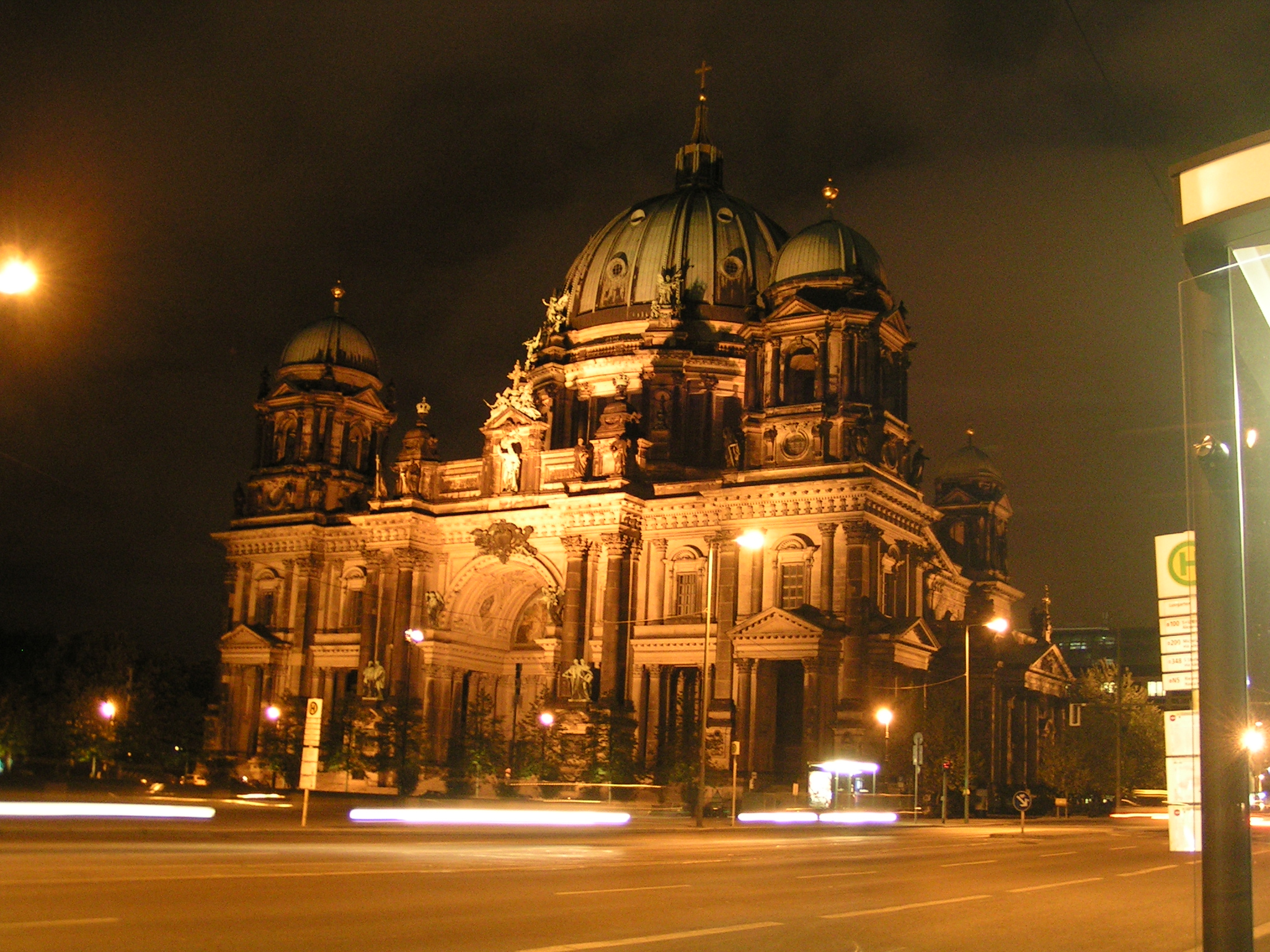
柏林大教堂夜景（从100路公交车站方向）

柏林大教堂（德語：Berliner Dom）是德国柏林博物館島的一座基督新教路德宗教堂，曾是德意志帝国霍亨索伦王朝的宫廷教堂。由于其英文写作Berlin Cathedral，柏林大教堂有时被误译作“柏林主教座堂”，但该教堂并不是主教座堂，也从未有主教进驻。柏林的信義宗主教座堂是馬利亞教堂（Marienkirche），位於柏林電視塔旁。
柏林大教堂的起源為柏林宮的城堡小教堂，現在的教堂建於1894年至1905年，由德國皇帝威廉二世根據朱利葉斯·卡爾·拉施多夫的計劃，採用文藝復興風格和巴洛克復興風格設計。完工後則成為德國最大的新教教堂，也是歐洲最重要的王朝陵墓之一。除了教堂服務外，大教堂還用於舉行德國國家儀式、音樂會和其他活動。
自1975年東德當局拆除北側的紀念教堂部分以來，柏林大教堂由中心的大型佈道教堂和較小的洗禮和婚姻教堂、霍亨索倫地下室構成。教堂曾在在二戰的盟軍轟炸中受損，大教堂的原始內部設計在 2002年被恢復。目前也有關於恢復歷史外觀的相關討論。

## 历史
柏林大教堂建于1895年至1905年。早在1465年，柏林大教堂的现址附近已经有一座教堂，当时是霍亨索伦王家宫殿的一部分。1747年在柏林大教堂现在的位置上，约翰·鲍曼（Johann Boumann）设计建造了一座巴洛克式风格的教堂做为普鲁士王室的宫廷教堂。1822年被卡爾·弗里德里希·申克爾（Karl Friedrich Schinkel）改造成古典主义风格。1894年，德国皇帝威廉二世下令拆毁这座教堂，并由尤利乌斯·拉什多夫（Julius Raschdorff）重新设计建造了带有文艺复兴式风格的柏林大座堂，作为基督教新教的主要教堂与梵蒂冈的圣彼得大教堂分庭抗礼。第二次世界大战期间，柏林大教堂遭到盟军轰炸并发生火灾，由于无法接近并灭火，圆顶被大火烧毁并落入地面。战后人们搭起临时的圆顶来保护大教堂。修复工作从1975年开始。1993年教堂重新开放。重建后教堂原先的很多设计和装饰被简化了。

## 方位
柏林大教堂座东朝西，东面背靠施普雷河，南面曾经是民主德国时期建造的共和国宫，拆除后正在重建柏林城市宫，西边面对娱园（Lustgarten），东边面对东德博物馆（DDR Museum），东北边是旧国家博物馆（Alte Museum）。

## 教堂内部
教堂内部装饰华丽。可以容纳500人左右。地上建筑有4层。游客还可以登顶俯瞰柏林市区。一层还停放着德国皇帝弗里德里希三世（Kaiser Friedrich III，1831-1888）、选帝侯约翰·西塞罗（Kurfürsten Johann Cicero，1455-1499）、大选帝侯（„Große Kurfürst"）弗里德里希·威廉（Friedrich Wilhelm）及其夫人Dorothea von Schleswig-Holstein-Sonderburg-Glücksburg（1636-1689）、普鲁士第一位国王弗里德里希一世（Friedrich I）及王后索菲·夏洛特·冯·汉诺威（Sophie Charlotte von Hannover，1668-1705）等人的灵柩。教堂的二层的模型展示了柏林主教座堂在各个时期的不同样式以及当时的设计方案。楼梯墙壁上的照片记录了教堂在二战时被轰炸和损毁的情景。教堂的地下一层安放着霍亨索伦家族各个时期成员的灵柩。